# Chūka Taisen
Chūka Taisen (中華大仙?) è un videogioco arcade sviluppato da Hot-B e pubblicato dalla Taito nel 1988. Venne convertito per piattaforme più in voga del tempo, tra cui il Sega Master System, l'unico tra tutti i porting ad essere distribuito in Occidente come Cloud Master, ed il PC Engine, il quale porta il nome di Gokuraku! Chūka Taisen.
È incluso esclusivamente nella raccolta per PlayStation 2 Taito Memories II Jōkan, uscita nel 2007 solo in Giappone.

## Trama
L'immortale Michael Chen intraprende un viaggio di formazione per padroneggiare una serie di tecniche legali e lì lo attendono molte prove.
Questo viaggio è anche il viaggio per guadagnare il titolo di "Grande Immortale Cinese", il grado più alto tra gli immortali.

## Modalità di gioco
Cloud Master è simile ad altri sparatutto a scorrimento orizzontale, ma anziché ambientarsi nella tipica ambientazione fantascientifica, è ambientato nella Cina mistica, con nemici bizzarri come piatti volanti di Gyoza, ravioli Shumai, soldati maiale, tigri con scudi, draghi di terra e tartarughe che sparano raffiche dalla bocca da terra.
Mentre Michael Chen vola in giro sulla sua nuvola, può sparare raffiche simili a sfere per sconfiggere i nemici. Questi iniziano come colpi abbastanza normali, ma a metà del livello il giocatore si imbatteranno in un boss intermedio. Sconfiggere questi nemici più difficili gli consente di aprire una porta per la Power Up Chamber, dove entrando saranno accolti da una selezione di opzioni di potenziamento da usare insieme al loro tiro normale.
Il potenziamento rimarrà in vigore finché Michael non perderà una vita e ulteriori prese di esso nei livelli successivi gli consentiranno di accedere ad armi ancora più potenti. Inoltre, scegliere lo stesso potenziamento due volte di seguito aumenterà la potenza di quell'arma. Perdere una vita significa ridurre notevolmente le abilità di Michael, poiché tutti i suoi potenziamenti vengono persi alla morte.
Alla fine di ogni livello Michael combatte contro un personaggio boss più impegnativo e grande. Sconfiggendo tutti e quattro la partita è vinta.

## Accoglienza
In Giappone, la rivista Game Machine elencò Chūka Taisen nel numero del 15 agosto 1988 come la sedicesima unità arcade di maggior successo del mese.